# Classe Cassard
Pour les articles homonymes, voir Cassard.
Les deux frégates de la classe Cassard ou type F70 AA, sont des bâtiments de combat antiaérien construits par la France. Leur code OTAN est DDG pour destroyer, leur indicatif visuel est précédé d'un D, D614 pour le Cassard et D615 pour le Jean-Bart. La Cassard a été retirée du service en 2019 et la Jean Bart en 2021. Elles sont remplacées par une version antiaérienne des frégates multimissions appelée FREMM DA.

## Genèse du programme
Les études sont lancées à partir de 1972. Il faut en effet préparer le retrait des quatre escorteurs d'escadre Bouvet, Kersaint, Dupetit-Thouars et Du Chayla, à vocation anti-aérienne. Sept unités sont alors prévues. En 1978, le programme est officiellement bouclé, et pour des raisons économiques, la décision est prise de partir de la coque des frégates de classe Georges Leygues, et le nombre de navires à construire est réduit à quatre.
La première unité est commandée le 4 décembre 1979, la seconde en 1980. La fin de la fabrication des missiles SM-1 aux États-Unis réduit finalement le nombre d'unités construites à deux.

## Construction
La construction des unités est confiée au chantier naval de Lorient. Les deux systèmes d'armes RIM-24 Tartar qui équipaient les escorteurs d'escadre Bouvet (désarmé en 1982) et Kersaint (désarmé en 1983) sont démontés et envoyés aux États-Unis pour être convertis en RIM-66 Standard pour équiper respectivement les frégates antiaériennes Cassard et Jean Bart.
La structure des navires est calquée sur celle des frégates de la classe Georges Leygues, tout en intégrant les modifications liées au système d'armes. Des leçons auraient du être tirées de la guerre des Malouines, notamment pour ce qui touche au domaine de la résistance au feu. Pourtant, les superstructures sont en aluminium afin de réduire leur masse et améliorer la stabilité. 
Le choix d'une propulsion exclusivement Diesel, à la différence des frégates anti-sous-marines, est guidé par la volonté de réduire les consommations de gazole après les 2 chocs pétroliers. 
Même si on ne peut réellement considérer les frégates de classe Cassard comme « furtives », elles incorporent néanmoins des éléments structurels visant à réduire la portée de détection.
Chaque frégate représente 2 millions d'heures de travail (+1 million d'heures d'études), pour un coût de 600 millions d'euros. 
Longtemps la possibilité d'ajouter un second canon de calibre 100 mm a été envisagée. Cette hypothèse est abandonnée au profit d'un pont pour l'hélicoptère embarqué. 
Lors des opérations d'entretien, des améliorations sont apportées aux frégates (mises à niveau des électronique et armement, modernisation du système de surveillance des données énergie propulsion, 
renforcement de la coque, amélioration de la stabilité, etc.) Malgré un accroissement de leur masse, les frégates Cassard ont néanmoins conservé leur aptitude à filer environ 30 nœuds grâce à une modification du profil des hélices, ce qui les classe parmi les navires à propulsion Diesel les plus rapides au monde.

## Bâtiments de la classe Cassard
| Nom       | no   | Mise sur cale    | Mise à l'eau   | Mise en service   | Retrait du service | Base navale | Destination                                                                                  |
| --------- | ---- | ---------------- | -------------- | ----------------- | ------------------ | ----------- | -------------------------------------------------------------------------------------------- |
| Cassard   | D614 | 3 septembre 1982 | 6 février 1985 | 29 juillet 1988   | 15 mars 2019       | Toulon      | En attente de démantèlement à Toulon (2020-2024) ; démantèlement programmé à Bassens (2024). |
| Jean Bart | D615 | 12 février 1986  | 19 mars 1988   | 21 septembre 1991 | 31 août 2021       | Toulon      | En attente de démantèlement à Toulon depuis 2021.                                            |

## Équipements

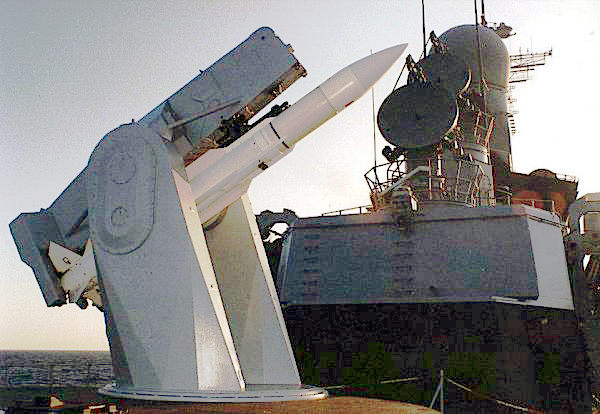
Dispositif de tir Mk 13, armé d'un SM-1MR sur la frégate Cassard. En arrière-plan les deux radars de tirs et le radar de veille sous le radôme.

### Armement
- 1 système RIM-66 Standard-E, rampe monorail Mk 13, 40 missiles SM-1 MR Block VI ;
- 8 missiles Exocet MM40 block 3 ;
- 2 systèmes SADRAL ;
- 1 canon de 100 mm modèle 68 ;
- 2 tubes lance torpilles L5 mod 4 ;
- 4 mitrailleuses M-2 HB Browning de 12,7 mm ;
- 2 affûts de 20mm F2 ;
- 1 hélicoptère Panther.

Depuis la mise à niveau du SENIT 6 (Système d'Exploitation Navale des Informations Tactiques) qui a consisté à intégrer la partie du SENIT 8 mettant en œuvre la Liaison 16, et plus particulièrement de la fonction CONTROL, la frégate, plate-forme C2 (Command&Control), applique les principes définis dans le concept de guerre en réseau ou NCW (Network Centric Warfare).

### Électronique

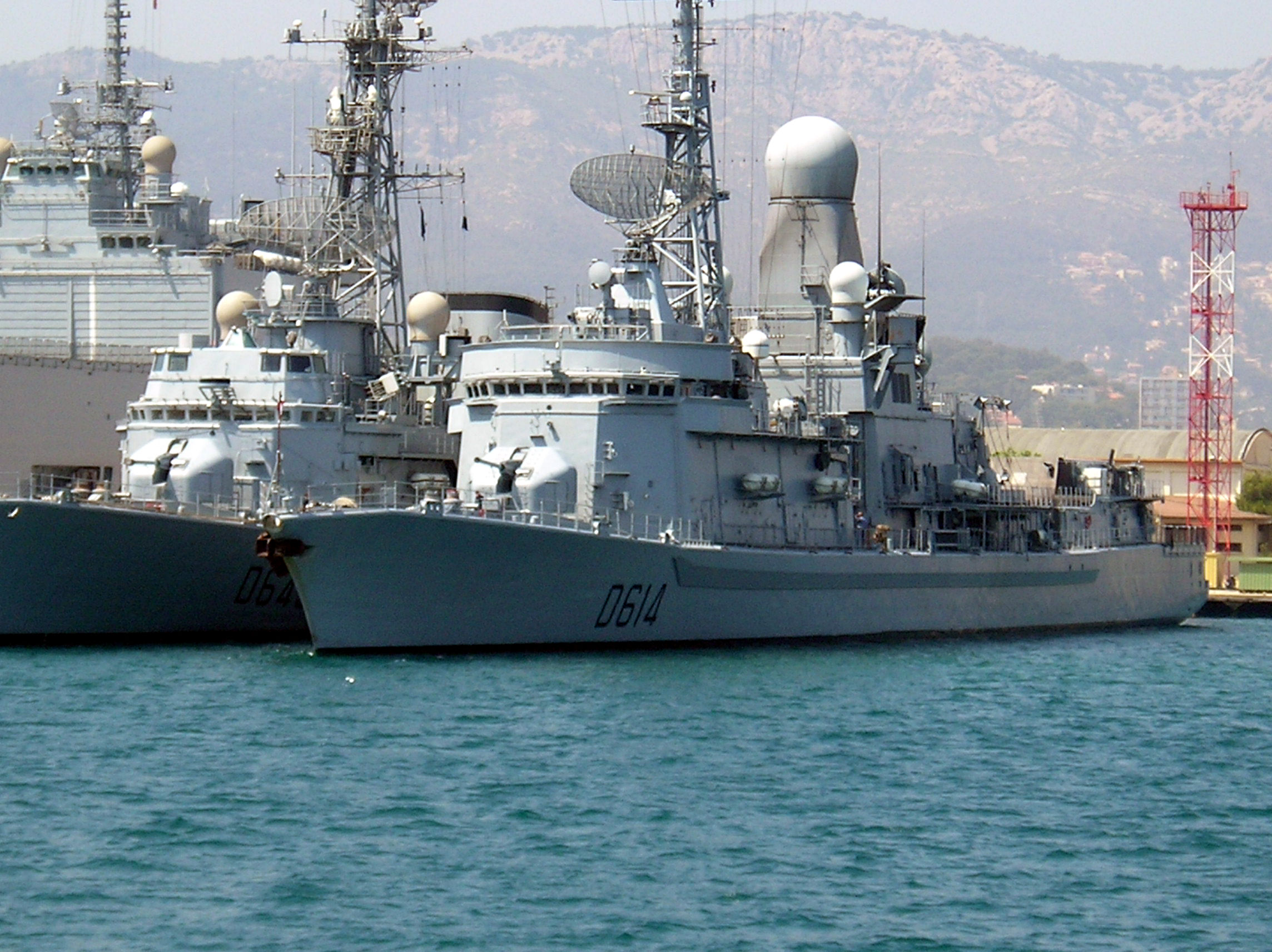
La frégate Cassard et le Jean de Vienne (D643).

Au fil des décennies, l'équipement des navires a fortement évolué.
Détection :
- 1 radar de veille air tridimensionnel SMART-S-Mk2 conçu par Thales installé en 2011 et 2013 remplaçant le DRBJ11 installé au début des années 1990 et IFF ;
- 1 radar de veille air lointaine DRBV-26 C
- 1 sonar de coque AMF DUBA-25 A/C.

Conduite de tir :
- 1 radar multifonction tridimensionnel DRBC -33A.

Guerre électronique :
- 1 détecteur de radars ;
- 1 intercepteur-goniomètre de transmissions ;
- 1 équipement de veille infra-rouge DIBV-2A ;
- 1 brouilleur de radars ;
- 1 brouilleur de communication ;
- 1 système Nixie.

### Communications
- 1 Syracuse III ;
- 3 Inmarsat ;
- 1 infrastructure multi-liaisons Liaison 11 et Liaison 16 ;
- 1 téléphone sous-marin.

## Missions
Avant l'entrée en service des Bâtiments de projection et de commandement de la classe Mistral, des FREMM de la classe Aquitaine et des frégates Horizon, les frégates de la classe Cassard sont parmi les navires les plus modernes de la Marine Nationale. 
Une frégate anti-aérienne a pour mission principale d'assurer la protection contre les menaces émanant d'aéronefs ou de missiles. Les frégates de la classe Cassard sont donc amenées à évoluer seules ou au sein d'une flottille, qu'elle soit française, européenne voire internationale (dans le cadre de l'OTAN). Les missiles du RIM-66 Standard sont capables d'engager des cibles jusqu'à environ 50 km. Les affûts Simbad et le canon de 100 mm sont réservés à l'autodéfense rapprochée. 
Lors des déploiements du groupe aéronaval, au moins l'une d'entre elles accompagne le porte-avions Charles de Gaulle. À ce titre, les deux frégates ont accompli de nombreuses missions en mer Adriatique et dans le golfe Persique. Plus récemment, elles ont participé à l'opération Baliste au large du Liban, évacuant des civils à leur bord.
L'hélicoptère embarqué (d'abord un Lynx, puis un Panther) permet d'accroître la portée de détection du navire, un atout exploité dans la lutte anti-surface et anti-sous-marine.

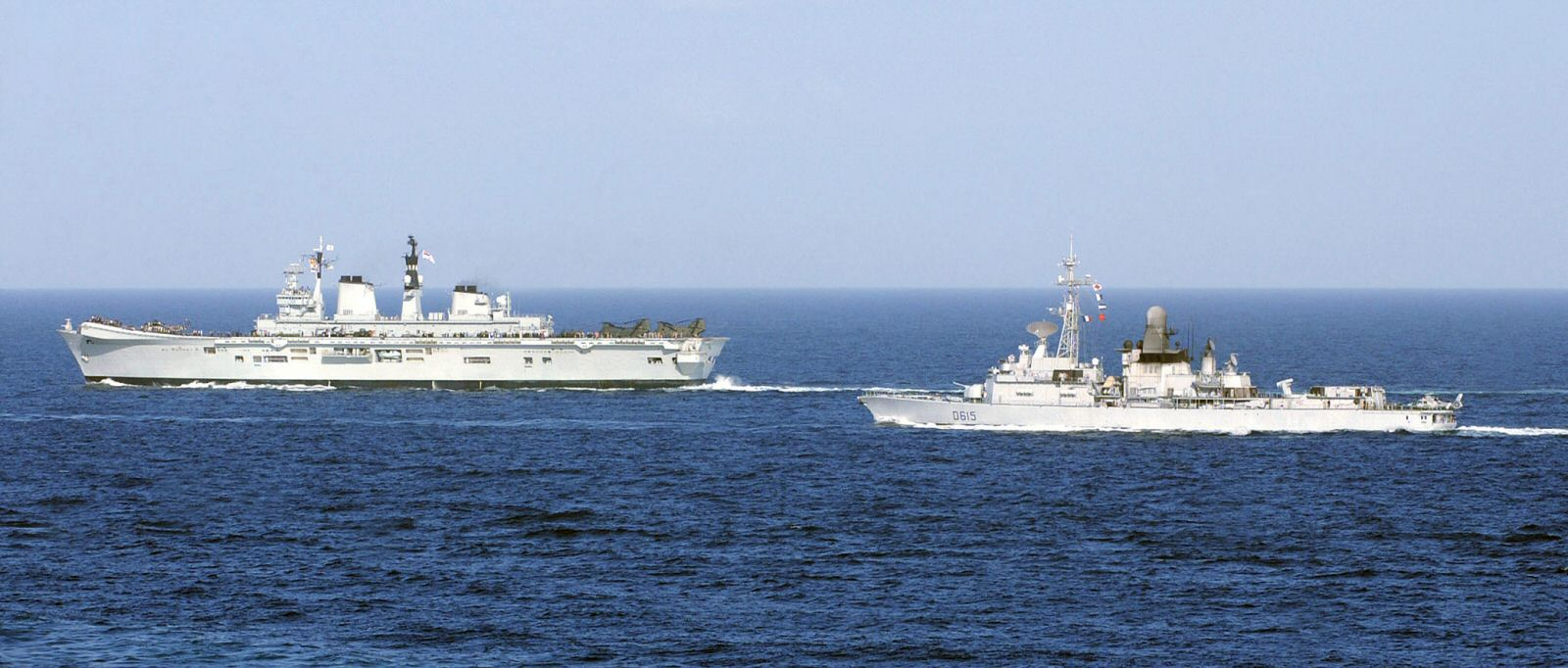
La frégate Jean Bart (D615) et le porte-aéronefs de la Royal Navy, le 1 février 2002.

## Remplacement
L'entrée en service des frégates Horizon (en 2008 et 2009) et le retrait du Duquesne en 2007 n'a pas modifié le rôle des frégates Cassard. Celles-ci continuent d'assurer la protection antiaérienne des bâtiments amphibies de la classe Mistral, et du porte-avions Charles de Gaulle.
Contrairement à ce qui a été un temps envisagé, les deux frégates Cassard n'ont pas été équipées du missile Aster, le coût de la refonte étant jugé excessif pour des bâtiments déjà anciens et difficile à mettre en place dans un flotteur sous-dimensionné.
Au départ, quatre frégates Horizon devaient remplacer les unités de classe Suffren et Cassard. Pour des raisons budgétaires, les deux unités de la classe Cassard sont remplacées par une version antiaérienne des frégates multimissions appelée FREMM DA (abréviation de FREgate Multi Missions de Défense Aérienne).

### Sources
- Hors série La Marine Nationale 2004-2005 (tome 1) de la revue Navires et Histoire